# Pleocroismo
Il pleocroismo è un fenomeno osservabile in alcuni cristalli, che si manifesta con una variazione di colore osservando il cristallo da direzioni diverse. Se i colori diversi osservabili sono due, si parla di dicroismo, se invece sono tre, si dice tricroismo. Il pleocroismo si può presentare di vari livelli: nullo, debole, medio o forte, a seconda di quanto è evidente la variazione del colore ruotando il campione.
L'effetto è dovuto alla differente capacità del cristallo di assorbire la luce incidente policromatica, a seconda dell'orientamento assunto dal raggio di luce rispetto alle direzioni cristallografiche. Il comportamento si manifesta in presenza di un reticolo cristallino non equivalente per simmetria nelle tre direzioni, quindi si può presentare solo con cristalli birifrangenti. 
Esiste uno strumento, chiamato dicroscopio, che permette di vedere affiancati i vari colori della pietra.
Uno dei minerali che presenta il fenomeno in modo più evidente è la cordierite (tanto da esser chiamata anche dicroite), il cui colore può variare dal giallo al blu-viola.